# Comuna Kovpînka, Novhorod-Siverskîi
Kovpînka (în ucraineană Ковпинка) este o comună în raionul Novhorod-Siverskîi, regiunea Cernihiv, Ucraina, formată din satele Budîșce, Kovpînka (reședința), Kremskîi Buhor, Mîhailivka, Novenke, Pișceanka, Pușkari și Roșcea.

## Demografie
Componența lingvistică a comunei Kovpînka
     Rusă (54,45%)
     Ucraineană (45,44%)
Conform recensământului din 2001, majoritatea populației comunei Kovpînka era vorbitoare de rusă (54,45%), existând în minoritate și vorbitori de ucraineană (45,44%).